# Jonathan Levinson
Pour les articles homonymes, voir Levinson.
Jonathan Levinson est un personnage récurrent de la série télévisée Buffy contre les vampires interprété par Danny Strong. Il apparaît dès l'épisode « pilote » en tant que figurant, puis est régulièrement présent dans le rôle d'un lycéen à qui il arrive toutes sortes de mésaventures. Par la suite, son rôle évolue de celui de victime à celui d'un sorcier compétent qui intègre le Trio.

## Biographie fictive
Victime régulière des évènements  surnaturels de Sunnydale, Jonathan échappe de peu à divers démons et apparaît brièvement dans les épisodes La Momie inca, Dévotion, Kendra, partie 2, Œufs surprises, La Boule de Thésulah, Les Hommes-Poissons, Le Masque de Cordolfo, Le Bal de fin d'année, Meilleurs Vœux de Cordelia, Les Chiens de l'enfer, et La Cérémonie 2/2.
Plutôt peureux, mal dans sa peau et surtout rejeté au sein du lycée, il songe au pire dans l'épisode Voix intérieures quand il révèle à Buffy qu'il voulait se suicider. Celle-ci lui fait comprendre que même si tous les autres élèves ont l'air tranquille, ils ne le sont pas et possèdent leurs propres démons. Jonathan lui est toujours reconnaissant de son geste, et le lui prouve à la fin de la saison 3, lors du bal de fin d'année, où il lui remet un prix pour avoir régulièrement sauvé le lycée.
Le malaise de Jonathan ne s'arrange cependant pas à l'université. Dans l'épisode 17 de la saison 4, intitulé Superstar, il est un justicier aux multiples talents, à qui Buffy demande des conseils et de l'aide. Mais ce changement radical n'est dû qu'à une formule magique, à laquelle il a recouru pour se rendre célèbre. Néanmoins, lorsqu'il se rend compte que cela met des gens en danger, il n'hésite pas à renoncer à cette gloire empruntée. Ce sont ses premiers essais dans le domaine de la magie.
Au cours de la saison 6, il passe au premier plan en faisant partie du « Trio », avec Warren Mears et Andrew Wells, pour prendre le contrôle de la ville de Sunnydale. Devenu assez cultivé en matières occultes, il est celui qui réalise la plupart des sorts. Contrairement à Warren, qui abuse de ses pouvoirs grandissants, Jonathan ne veut faire de mal à personne, et surtout pas à Buffy. Cette inertie et son caractère modéré le placent à nouveau en tant que victime par ses deux autres compères qui n'hésitent pas à le qualifier de « nabot ». Ils l'envoient d'ailleurs faire les missions dangereuses et risquées à leur place (épisode Rouge passion). Lorsque Warren est sur le point de vaincre Buffy après avoir emprunté des pouvoirs magiques, Jonathan se range du côté de la Tueuse et lui dévoile le pot aux roses. Il déchante lorsqu'il se rend compte que Warren et Andrew avaient prévu de l'abandonner sur place. Poursuivi par Willow, folle de vengeance, il s'enfuit au Mexique avec Andrew.
Dans la saison 7, Jonathan meurt lorsque Andrew, manipulé par la Force, le sacrifie afin d'ouvrir le sceau de Danzalthar. Cependant, Jonathan étant anémique, son corps ne contient pas assez de sang pour que l'opération réussisse (épisode Connivences).
Dans Buffy contre les vampires, Saison dix, Andrew réussit à prélever un enregistrement numérique de la personnalité de Jonathan. Un démon nommé le Sculpteur offre de donner un nouveau corps à Jonathan si Andrew vole la Faux des Tueuses. Andrew feint d'accepter et attire le Sculpteur dans un piège, permettant à Buffy de le tuer. Furieux, Jonathan accuse Andrew de l'avoir trahi à nouveau et revient plus tard le tourmenter. Il accepte une offre de D'Hoffryn qui fait de lui l'un de ses démons vengeurs et lui donne un nouveau corps.

## Analyse
Jonathan incarne le malaise qui est présent chez les adolescents mal dans leur peau, au lycée. De ce point de vue, il est très proche de Willow à ses débuts. Il se réfugie d'ailleurs, tout comme elle, dans la magie. Néanmoins la série, traitant de l'entrée dans l'âge adulte, le place en tant que « raté », manquant de maturité, à la différence de Willow qui ne cesse de prendre de l'assurance.
Bien qu'il commette quelques méfaits au sein du Trio, son refus de porter atteinte à quiconque le place du côté des « bons », son envie de contrôler Sunnydale tenant plus d'un jeu qu'un réel attrait du pouvoir, à la différence de Warren. On peut d'ailleurs voir son engagement dans le Trio comme un « pauvre substitut de son vœu jamais énoncé de faire partie du Scooby-gang ».
L'évolution du personnage de Jonathan n'a pas été préméditée : c'est le potentiel comique de l'acteur Danny Strong qui a poussé les scénaristes de la série à le faire réapparaitre de manière régulière, jusqu'à lui donner un rôle de plus en plus important.

## Doublage
Le doublage du personnage en version française a été réalisé par différents artistes tout au long de la série, cependant c'est la voix de Sébastien Desjours qui a été privilégiée dans les saisons 6 et 7.